# Gle Ayon (berg)
Gle Ayon är ett berg i Indonesien.   Det ligger i provinsen Aceh, i den västra delen av landet, 1 800 km nordväst om huvudstaden Jakarta. Toppen på Gle Ayon är 484 meter över havet.
Terrängen runt Gle Ayon är huvudsakligen kuperad, men åt nordost är den bergig. Runt Gle Ayon är det mycket glesbefolkat, med 4 invånare per kvadratkilometer. I omgivningarna runt Gle Ayon växer i huvudsak städsegrön lövskog.